# Patrick Wischnewski
Patrick Wischnewski (* 17. März 1987) ist ein deutscher Basketballspieler. In der Saison 2010/11 absolvierte er 25 Spiele für die Giants Düsseldorf in der Basketball-Bundesliga.

## Laufbahn
Wischnewski stammt aus der Nachwuchsabteilung des Hamburger Vereins Bramfelder SV und schaffte es in den Dunstkreis der U16-Nationalmannschaft. Er spielte für die BSV-Herren in der 2. Regionalliga, in der Saison 2006/07 dann zunächst für die TSG Bergedorf in der 1. Regionalliga, ehe er nach Bramfeld zurückkehrte. In der Saison 2007/08 spielte er erst für den SSV Lokomotive Bernau (1. Regionalliga), wechselte im Januar 2008 aber zum Bramfelder SV zurück.
Im Januar 2009 wurde Wischnewski von den Cuxhaven BasCats verpflichtet. Mit den Niedersachsen erreichte er im Mai 2009 das Endspiel um den DBB-Pokal und wurde in der Saison 2009/10 Vizemeister der 2. Bundesliga ProA. In der Spielzeit 2010/11 stand er bei den Giants Düsseldorf in der Basketball-Bundesliga unter Vertrag: In 25 BBL-Einsätzen erzielte er insgesamt 55 Zähler, seine Bundesliga-Bestmarke waren 14 Punkte im Spiel gegen Tübingen Anfang März 2011.
In der Saison 2011/12 trug Wischnewski erst das Trikot der Schwelmer Baskets, dann jenes des SC Rist Wedel (jeweils 2. Bundesliga ProB). Er blieb in der ProB und verstärkte 2012/13 die BG Leitershofen/Stadtbergen. 2013/14 spielte er kurzzeitig wieder für seinen Stammverein Bramfelder SV, in der zweiten Saisonhälfte gab es die Rückkehr in die ProA nach Cuxhaven.
Zwischen 2014 und 2016 stand Wischnewski bei den Itzehoe Eagles in der ProB unter Vertrag. Nach der Ausheilung eines Mittelfußbruchs kehrte er im Sommer 2017 zu seinem Heimatverein Bramfelder SV zurück und verstärkte die Herrenmannschaft in der zweiten Regionalliga. Später spielte er in derselben Liga für Blau-Weiß Ellas.